# 浮台
浮台是一種供人休息的海上平台。一般而言，浮台邊設有鐵梯往返15公尺至50公尺深的海。
浮台大多設在水深海清的公眾旅遊點的海面，而且離海灘約50至300公尺不等。可是，香港海域中，共有18個海灘設有浮台。若部分泳灘不設浮台，便可能沒有防鯊網或紅波界，更有可能該泳灘不宜游泳。因此有人可能以此分別泳區。

## 有趣的事實
馬來西亞最深水的浮台，是在浮羅交怡與檳城之間的登巴島，游回泳灘約需時25至30分鐘。它能容納十多張餐桌、四間獨立更衣室、救生衣 、潛水鏡等輔助用品收集處。該浮台也禁止任何人士以洗手乳及洗髮精盥洗，而且如廁人士必須登船，方可找到洗手間，以確保水質「永久」清潔。
此外，為吸引旅遊人士，船公司更設玻璃底船，使不善游泳者可以以近距離觀賞深海魚類。

## 相關資料
- 海灘
- 旅遊